# Juliette Gordon Low
Juliette Gordon Low (Savannah, 31 ottobre 1860 – Savannah, 17 gennaio 1927) è stata un'attivista statunitense, fondatrice del Girl Scouts of the United States.
Ispirata all'opera di Lord Baden-Powell, fondatore dei Boy Scouts, si unì al movimento Girl Guides in Inghilterra, formando il suo gruppo di Girl Guides nel 1911.

## Primi anni
Juliette Magill Kinzie Gordon nacque nel 1860 a Savannah, in Georgia.
Quando aveva sei mesi, suo padre si arruolò nell'esercito degli Stati confederati per combattere nella guerra civile americana. Nel 1864, a causa della stretta vicinanza delle truppe dell'Unione a Savannah, si trasferì con sua madre e due sorelle a Thunderbolt, in Georgia. Dopo la vittoria dell'Unione a Savannah lo stesso anno, la sua famiglia ricevette molte visite dal generale William T. Sherman, che era amico di suo zio. Sherman organizzò una scorta per portare la sua famiglia a Chicago nel marzo 1865. Una volta arrivata in Illinois, Gordon Low si ammalò di febbre cerebrale, anche se si riprese senza gravi complicazioni. Alcuni mesi più tardi, dopo che il presidente Andrew Johnson proclamò l'amnistia, suo padre si riunì con la famiglia per tornare a Savannah.
Gordon Low trascorreva più tempo a dedicarsi all'arte e alla poesia che a studiare a scuola. Scrisse ed eseguì spettacoli teatrali, e fondò un giornale con i suoi cugini chiamato The Malbone Bouquet, che presentava alcune delle sue prime poesie. Inoltre formò un club di volontariato con i suoi cugini, l'Helpful Hands Club, che realizzava abiti per i bambini degli immigrati italiani.
Gordon Low crebbe secondo i tradizionali valori del Sud, quali l'importanza del dovere, dell'obbedienza, della lealtà e del rispetto. All'età di 12 anni si iscrisse al collegio. Nel 1880, dopo gli studi, Gordon Low prese lezioni di pittura a New York. Tra i suoi insegnanti vi fu Robert Walter Weir, un importante pittore di paesaggi.

## Matrimonio
Dopo la morte di sua sorella Alice nel 1880, Gordon Low si trasferì a Savannah per assumere le funzioni domestiche. Durante questo periodo conobbe William Mackay Low, figlio di un amico di famiglia, e iniziarono a corteggiarsi in segreto. William Low lasciò Savannah per studiare all'Università di Oxford, e non si incontrarono più fino a quasi tre anni dopo nel 1884. Gordon Low viaggiò in Europa mentre erano separati, e imparò diverse nuove abilità tra cui la stenografia, la monta a pelo e a cacciare le pernici.
I Low si sposarono nel 1886. Dopo il matrimonio affittarono diverse proprietà a Londra e in Scozia, trascorrendo la stagione sociale a Londra e la stagione di caccia in Scozia. Trascorsero gran parte dei loro primi due anni di matrimonio separati, a causa dei suoi problemi di salute e delle sue lunghe battute di caccia e gioco d'azzardo. Le lunghe separazioni, combinate con l'incapacità di Gordon Low di avere figli, causarono una tensione nella loro relazione.
Gordon Low trascorse il suo tempo a dipingere e imparò a lavorare il legno e i metalli. Inoltre progettò cancelli in ferro per la sua casa nel Warwickshire e ricevette visite da parte di Edoardo VII, che era amico di suo marito, e Rudyard Kipling, la cui moglie era imparentata con sua madre. Dedicò tempo al lavoro di beneficenza, sebbene suo marito fosse contrario. Visitò regolarmente una donna lebbrosa, si prese cura dei poveri in un villaggio vicino e si unì all'associazione infermieristica locale.
Nel 1901, dopo aver scoperto il tradimento di suo marito, Gordon Low decise di divorziare.

## Girl Guides
Nel maggio del 1911 incontrò Sir Robert Baden-Powell a una festa e si ispirò ai Boy Scout, un programma che all'epoca contava 40.000 membri in Europa e negli Stati Uniti. Gordon Low e Baden-Powell divennero amici intimi e trascorsero molto tempo insieme nel corso dell'anno successivo.
Nell'agosto del 1911 Gordon Low si unì alle Girl Guides, un ramo dei Boy Scout per ragazze guidato da Agnes Baden-Powell, sorella di Robert. Formò una pattuglia di Girl Guides in Scozia, insegnando alle ragazze a filare la lana, a prendersi cura del bestiame, a fare il nodo, a leggere una mappa, a lavorare a maglia, a cucinare, nonché nozioni di pronto soccorso.

### Inizio delle American Girl Guides
Nel 1912 Gordon Low e Baden-Powell viaggiarono negli Stati Uniti per diffondere il movimento scout.
La crescita precoce del movimento Girl Guides negli Stati Uniti fu dovuta alle ampie connessioni sociali di Gordon Low, che reclutava sempre più membri e leader.  Inoltre pubblicò il primo manuale di American Girl Guides intitolato How Girls Can Help Their Country, che era basato su Scautismo per ragazzi di Robert Baden-Powell e Girl Guiding - Guidismo per ragazze di Agnes Baden-Powell.
Gordon Low stabilì il primo quartier generale in una rimessa di carrozze dietro la casa di Savannah ereditata da suo marito. Il quartier generale ospitava riunioni per le pattuglie locali della Guida delle ragazze e il lotto esterno veniva utilizzato per marciare e segnalare esercitazioni e sport, compreso il basket. Edmund Strudwick Nash, che affittò la casa principale di Gordon Low, si offrì di pagare l'affitto della rimessa come suo contributo all'organizzazione, diventando uno dei primi benefattori della American Girl Guide. Suo figlio Ogden Nash immortalò La casa di Mrs Low's in una delle sue poesie.
Gordon Low viaggiò lungo la costa orientale per diffondere il Girl Guiding ad altre comunità, prima di tornare a Savannah per parlare con il presidente Taft per convincerlo a finanziare le Girl Guides.

## American Girl Scouts
Nel 1913 le Girl Guides furono rinominate come Girl Scouts, stabilendo un quartier generale nazionale e reclutando mecenati al di fuori della Georgia.
Gordon Low reclutò leader e membri in vari stati e parlò con numerosi gruppi. Nello stesso periodo progettò e brevettò il distintivo del trifoglio. Tornò a Londra in estate, dove incontrò il re Giorgio V e la regina Maria di Teck, ricevendo il distintivo di ringraziamento delle Girl Guide della principessa Luisa.

### Prima guerra mondiale
All'inizio della prima guerra mondiale, Gordon Low si stabilì in Scozia, dove ospitò una famiglia di rifugiati belgi.
Nel 1915 tornò negli Stati Uniti sulla RMS Lusitania. Decise di costruire un'organizzazione centrale più forte per le Girl Scout scrivendo una nuova costituzione che formava un comitato esecutivo e un Consiglio nazionale. Tenne la prima riunione del Consiglio nazionale con il nuovo nome Girl Scouts Inc. il 10 giugno 1915, e fu eletta prima presidentessa dell'organizzazione.
In risposta al programma dell'usato messo in atto dalla Food Administration degli Stati Uniti con l'obiettivo di insegnare alle donne a conservare il cibo, le Girl Scouts di Washington iniziarono a raccogliere il proprio cibo e inscatolare beni deperibili. Herbert Hoover scrisse a Gordon Low, ringraziandola per il contributo delle Girl Scout ed esprimendo la speranza che altre Girl Scout nel paese avessero seguito l'esempio.
Alla fine del 1917 Gordon Low convinse Lou Henry Hoover a diventare il vicepresidente nazionale delle Girl Scout, ed Edith Bolling Galt Wilson, la seconda moglie del presidente Woodrow Wilson, a diventarne presidente onorario.

### Espansione a livello internazionale
Dopo la fine della prima guerra mondiale, l'interesse per le Girl Guides iniziò ad aumentare in diversi paesi. Olave Baden-Powell decise di fondare il Consiglio internazionale delle Girl Guide e delle Girl Scout come un modo per riunire le diverse comunità in tutto il mondo. Il primo incontro ebbe luogo presso la sede della Girl Guide a Londra e Gordon Low partecipò come rappresentante per gli Stati Uniti.
Gordon Low si dimise dalla carica di presidente nazionale delle Girl Scout nel 1920, in modo da poter dedicare più tempo alla promozione di Guide e Scouting su scala internazionale. Partecipò a tutte le riunioni del Consiglio internazionale che era in grado di sostenere e avrebbe sottoscritto il viaggio di delegati stranieri in modo che anch'essi potessero partecipare.

## Cancro al seno e morte
Gordon Low sviluppò un cancro al seno nel 1923, ma lo tenne segreto, continuando imperterrita a lavorare per le Girl Scout.
Si recò a Liverpool, dove il dr. William Blair Bell stava sviluppando un trattamento per il cancro. Gordon Low provò il suo trattamento, una fleboclisi contenente una soluzione di piombo colloidale. Il trattamento non ebbe successo e subì un avvelenamento da piombo.
Morì a Savannah nel 1927. Una guardia d'onore delle Girl Scouts scortò la sua bara al suo funerale a Christ Church il giorno successivo.

## Eredità
La casa di Juliette Gordon Low a Savannah è visitata da Girl Scouts di tutto il mondo. Nel 1965 la sua città natale è stata definita come monumento storico nazionale.
Nel 1979 fu inserita nella National Women's Hall of Fame.
Il 29 maggio 2012, in occasione del centenario della fondazione di Girl Scouts, Gordon Low è stato insignita della Medaglia presidenziale della libertà.